# Yasovijaya
Iasho Viyaia (1624–1688), también conocido como Iasho Viyai, con títulos como Majopadhiaia o Upadhiaia o Gani, fue un filósofo yainista nacido a finales de la Edad Media. Destacado por ser un reconocido escritor y lógico, discípulo de Muni Naiaviyaia, quien logra persuadir al emperador Akbar a no comer más carne.

## Vida
En una ciudad llamada Kanoda, en Mehsana (estado de Guyaratí), ciudad que para ese entonces estaba repleta de árabes, persas, armenios, alemanes e ingleses comerciantes, nace bajo el nombre de Yasha. Su padre muere cuando solo es un niño y su madre lo cría sola. Toda su inclinación religiosa se la debe precisamente a ella, quien de pequeño lo lleva a upashrayas yainistas (evento mediante el cual una persona renuncia a la vida mundana y todos sus anexos y se inicia en su filosofía o religión). Cuando joven llama la atención del monje Nayavijayaji (quien se convierte en su maestro), impresionándolo con su amplia memoria.

## Vida como monje
Iniciado bajo tutela de su maestro. Fue a Varanasi en compañía de Nayavijaya, ambos disfrazándose como brahmanes para así poder ser admitidos a su monasterio. Ciertas fuentes afirman que fue enviado allí por su gurú para estudiar lógica y filosofía junto con otro discípulo, mientras que otros dicen que fue por su cuenta alrededor de 1626. Lo cierto es que pretende ser un brahmán hasta que en 1638 confiesa ser un monje yainista e inmediatamente fue expulsado del matha. Enseñó sánscrito, prácrito, lógica y metafísica durante por lo menos 12 años. Se convierte en un verdadero experto en el campo de Navya-Nyaya en lógica y por su desempeño y talento se gana el título de Upadhyaya, profesor; Nyayavisharada, experto en el área de logística y Nyayacarya, sobresaliente en lógica.
La vida intelectual de Iasho-Viyaia puede ser vista dentro de tres categorías o partes: aprendizaje en Varanasi estudiando Navyanyaya, periodo en el cual escribe sobre filosofía yainista usando técnicas y métodos relacionados con el Navyanyayanismo y, por último, a lo último de su carrera comienza a escribir trabajos con una marcada orientación espiritual y religiosa, debido a una supuesta reunión que tuvo con un poeta yainista Anandaghana. Antes de su cambio espiritual, Iasho-Viyaia realiza excelentes trabajos en la epistemología yainista, utilizando métodos Navyanyayas en una reformulación de esta.
Iasho-Viyaia fue un erudito que escribe alrededor de 100 escritos en Sánscrito y Gujarati. Luego de una carrera como monje, filósofo, escritor, poeta y lógico, durante casi 80 años muere en Dabhoi, Gujarati en 1688.

## Filosofía
Paul Dundas, un estudioso del Sánscrito y académico del yainismo, se refiere a Iasho-Viyaia como el último gran filósofo del yainismo, quien gana su fama e importancia por sus conocimientos y maestría en técnicas lógicas. Así como por su interés en el misticismo a finales de su vida. En su trabajo continuamente se refirió a Acarya Haribhadra, uno de los máximos exponentes académicos yainistas del siglo VIII, haciendo de sí mismo su sucesor. La reputación de Haribhadra por ser solamente influenciado por una lógica contundente en las doctrinas y puntos de vista, fue lo que moldea la actitud conciliadora, y a veces crítica, de Iasho-Viyaia hacia otras sectas y tradiciones. No solo estudió los más importantes autores Svetambaristas, sino que también leyó los más relevantes trabajos Digambaristas. El filósofo en cuestión escribe varios trabajos Navyanyayas en textos Digambaras como el “Aptamimamsa de Acarya Samantabhadra”. El yainismo es bastante universal cuando se trata de Nyayas y Acaryas, de tradiciones Digambaras y Shvetambara y textos compuestos en Nyaya, generalmente leídos por monjes y estudiosos de ambas tradiciones. Además de lo anterior, Iasho-Viyaia es reconocido en filosofía por diversas escuelas como Vedantic, Shankhya, Yoga, Mimamsa y Budismo. Se caracteriza por desarrollar obras de tema ético en donde se exploran las virtudes morales e intelectuales dignas de cultivo, el origen y naturaleza de ejercicios espirituales, la idea de un camino espiritual y su analogía y, el concepto y entendimiento del ser.

## Tolerancia secular
En uno de sus trabajos sobre la ética, “Jnanasara”, él sistemáticamente describe treinta y dos virtudes intelectuales y morales, que conjuntamente hacen a una persona “virtuosa”. Muchas de las cuales serán conocidas en el budismo o hinduismo, excepto dos: la neutralidad (Madhyasthata) y la capacidad de argumentar todo punto de vista (sarvanayasraya). La neutralidad la explica como el desapasionado uso de la razón: una persona que tenga o emplee esta virtud sigue donde sea que la razón conduzca. Deja claro que la neutralidad no es un fin sino un camino que lleva a otro resultado. Adoptamos esta virtud con la esperanza que nos lleve a la jita (camino del bien). Como podemos ver, esta filosofía es considerada una medicina para el alma. Una doctrina juzgada por su eficacia en curar almas dolidas.
Argumentar todo punto de vista significa dar a cada uno cierto peso y opinión. El beneficio es nuevamente el uso de la razón; dando esta vez la capacidad de practicar un discurso bien fundamentado. Alguien con los pies sobre la tierra es capaz de tener cualquier discusión, ya sea religiosa o ética, con argumentos suficientes como para dejar atrás frases y posiciones vacías. Para Yasoviyaja el propósito de cultivar estas virtudes es la realización del alma (conciencia, felicidad y la verdad). Esta capacidad de lograr una actitud neutra en cualquier situación recuerda al pensamiento griego. Si se logra una actitud de rechazo indiscriminada se llega a la tranquilidad de la mente o ataraxia, necesaria para la felicidad.

## Concepción del ser
Ya hemos visto que Iasho-Viyaia identifica ciertos atributos necesarios para convertirse en una persona virtuosa y que si otros sistemas filosóficos, ajenos al yainismo, tuvieran claro la naturaleza de su propia práctica se darían cuenta de que su camino filosófico es el mismo. Sostiene también que la ecuanimidad, que es el final del camino, está relacionado con la concepción del ser (verdad, felicidad y conciencia).
En el primer capítulo de Adhyātmopaniṣatprakaraṇa, nos describe dos perspectivas diferentes del ser. Desde una perspectiva puramente epistemológica, es el responsable de realizar varias acciones y actividades. Desde la práctica lingüística, es la mente dotada de cualidades virtuosas. En cambio, en el segundo capítulo habla del estado de autoconciencia como un estado que va más allá del sueño, o conceptualismo, o representación lingüística y dice que el verdadero trabajo de un sabio es resaltar su existencia. Es decir, que tal estado es posible. Los individuos por sí solos no pueden descubrirlo a través de razón o experiencia. ¿Entonces cómo deberíamos organizar las dos visiones del ser?. Se hubiera esperado de Iasho-Viyaia decir que ambas tienen su propio lugar en una actitud hacia la individualidad, pero da una preferencia clara a la concepción del ser, un estado de ecuanimidad pura (samata). Lo aclara una vez más en, Adhyātmasāra, donde afirma que la aparente multiplicidad del ser es una ilusión. Habiéndolo repetido ya varias veces, que el alma es verdad, felicidad y conciencia, cita a Bhagavadgītā 3.42: “Los sentidos son altos, así dicen. Por encima de los sentidos está la mente; superior a la mente está el pensamiento; mientras superior al pensamiento esta el alma”. También argumenta que desde el punto de vista Niscaya Naya el alma debe ser llamada jiva, la cual lleva una vida consagrada. Eso difiere del punto de vista de Kundakunda, en el sentido que el alma debe ser llamada jiva, si posee solo las más esenciales propiedades del alma o capacidad cognitiva. Es decir, el Kundakunda considera que solo un alma liberada puede ser llamada jiva. A pesar de que ambos lados tienen basamentos lógicos, Iasho-Viyaia critica este pensamiento porque no tiene soporte de ningún autor importante anterior.

## Evaluación crítica sobre otros
Iasho-Viyaia usa su concepto de neutralidad como estrategia para conciliar religiones. Los seguidores de otras religiones pueden considerarse estar en el camino de la verdad si demuestran una actitud hacia sus doctrinas suficientemente no religiosas. Dundas hace evidente su preocupación de que a pesar de tener una actitud conciliadora, Yasoviyaja imponga cierta superioridad al camino yainista. Prueba de ello en uno de sus escritos, Adhyātmopaniṣatprakaraṇa, argumenta que las virtudes yainistas de principal importancia, están ya presentes en varias filosofías, así sea implícitamente. Encarnan esencias de principios yainistas en su propia práctica teórica.
Un ejemplo de esto es que en este famoso escrito, argumenta que ningún cuerpo teórico, ya sea o no jaimista, debe ser aceptado en base solo a intereses dogmáticos. Al contrario debe estar sujeto a pruebas. Debe tener un criterio pertinente para ver si las diversas declaraciones preceptivas y prohibitivas son coherentes entre sí. Decir que el alma es eterna es describir la subjetividad del hombre de una manera, mientras que decir que el alma no es eterna es describirla de otra. Lo cierto es que ambas descripciones, en su forma de ver las cosas, muestran lo que es ser un sujeto humano. Yasoviyaja nos demuestra en sus trabajos como sistemas no yainistas incorporan la neutralidad en su filosofía. Todos los sistemas religiosos buscan que sus seguidores tengan una actitud balanceada, característico de cualquier sabio.
Deja claro que “neutralidad” no quiere decir aceptar cualquier posición, sino aceptar solo aquellas que tengan por lo menos un criterio mínimo de claridad y coherencia, necesario para constituir un punto de vista lógico. Por lo tanto criticó el Carvakanismo por ser sumamente confuso en su entendimiento de liberalismo, y mucho menos lo consideraba como un punto de vista real. También se enfrentó con el brahmista Raghunatha Siromani, uno de los grandes exponentes de la lógica moderna, lo que demuestra su gran talento. De la misma forma critica a Kundakunda por depender solo de un punto. Critica fuertemente a los laicos de Adyatmika por basar todos sus rituales en las obras derivadas de Kundakunda. Se opuso al Svetambarista monje Dharmasagara por su supuesta supremacía en el yainismo y rehusó aceptar validez de ningún camino religioso a excepción de Tapa Gachchha.
A pesar de su evidente eminencia e influencia, una crítica constante hacia Iasho-Viyaia es que se le conoce por su no trabajo original, sino por comentarios de trabajos anteriores. Además, sus trabajos en yoga, dhyana, gramática y poesía no tuvieron mucha fama. Los trabajos de Haribhadra o Hemacandra ya estaban previamente establecidos y sus escritos no trajeron mayor cosa a la mesa. Su fama viene de su maestría en Navyanyaya, la cual no tiene ningún rival contemporáneo en, esto a causa de que por casi seis siglos, el yainismo no produjo novedad en el área.

## Influencia y legado
Nos deja una vasta colección literaria, todas con inclinación al yainismo. Después de Haribhadra y Hemacandra, Iasho-Viyaia es el más notable monje jaimista. Goza de una figura de talismán en el monasterio de Shvetambara y se le identifica a por el principio de neutralidad o Madhyasthata. Dundas habla nuevamente sobre Iasho-Viyaia, notando su lazo con el núcleo general de yainismo convirtiéndose en la imagen dominante que hoy en día se tiene del mimo. Fue influenciado por Srimad Rajcandra con su libro Atmasiddhi en donde toma seis verdades fundamentales de la liberación del alma (Adhyatmasara). Una universidad llamada Yain Iasho-Viyaia Pathashala le hace honor en Varanasi con su nombre, la cual actualmente publica una serie de libros yainistas sagrados, “Yain Iasho-Viyaia Granthamala”. La comunidad yainista de Ahmebadad le ha honrado al designar un bloque con su nombre en el Camino del Socorro al final de Ratanpol, donde Iasho-Viyaia vivió varios años.
- Datos: Q773122